# 汐路町
汐路町（しおじちょう）は、愛知県名古屋市瑞穂区の地名。現行行政地名は汐路町1丁目から汐路町5丁目。住居表示未実施地域。

## 地理
名古屋市瑞穂区中央部に位置する。東は松月町・御莨町・村上町・萩山町、西は川澄町・東栄町・佐渡町・十六町・白羽根町・膳棚町、南は豊岡通・膳棚町、北は昭和区に接する。

## 歴史

### 地名の由来
町名は当地を通過していた塩付街道の名称に由来する。塩付街道は江戸時代、笠寺・星崎一帯で生産された塩を、長野方面に運搬するルートの一部として用いられていた。旧街道は区画整理により、現在は町域の中央を通過する道路として整備され、利用されている。

### 沿革
- 1931年（昭和6年）1月1日 - 南区瑞穂町字石仏・御莨の各一部により、同区汐路町1〜3丁目として成立[1]。
- 1933年（昭和8年）4月10日 - 南区瑞穂町字石仏の一部を1丁目に編入[1]。
- 1934年（昭和9年）7月20日 - 南区瑞穂町字石仏・御莨・川澄・東ノ割・村上の各一部を1〜3丁目に編入[1]。
- 1937年（昭和12年）10月1日 - 行政区の変更に伴い、昭和区汐路町となる[9]。
- 1944年（昭和19年）2月11日 - 行政区の変更に伴い、瑞穂区汐路町となる[9]。
- 1945年（昭和20年）9月26日 - 瑞穂区瑞穂町字内山・中内田の各一部を4〜5丁目に編入する[1]。

## 世帯数と人口
2019年（平成31年）3月1日現在の世帯数と人口は以下の通りである。
| 町丁   | 世帯数  | 人口  |
| ------ | ------- | ----- |
| 汐路町 | 440世帯 | 940人 |

### 人口の変遷
国勢調査による人口の推移
| 1950年（昭和25年） | 941人   | [ 10 ] |  |
| 1955年（昭和30年） | 1,182人 | [ 10 ] |  |
| 1960年（昭和35年） | 1,290人 | [ 11 ] |  |
| 1965年（昭和40年） | 1,407人 | [ 11 ] |  |
| 1970年（昭和45年） | 1,532人 | [ 12 ] |  |
| 1975年（昭和50年） | 1,395人 | [ 12 ] |  |
| 1980年（昭和55年） | 1,307人 | [ 13 ] |  |
| 1985年（昭和60年） | 1,254人 | [ 13 ] |  |
| 1990年（平成2年）  | 1,225人 | [ 14 ] |  |
| 1995年（平成7年）  | 1,161人 | [ 15 ] |  |
| 2000年（平成12年） | 1,050人 | [ 16 ] |  |
| 2005年（平成17年） | 1,058人 | [ 17 ] |  |
| 2010年（平成22年） | 945人   | [ 18 ] |  |

## 学区
市立小・中学校に通う場合、学校等は以下の通りとなる。また、公立高等学校に通う場合の学区は以下の通りとなる。
| 丁目        | 番・番地等 | 小学校               | 中学校               | 高等学校 |
| ----------- | ---------- | -------------------- | -------------------- | -------- |
| 汐路町1丁目 | 全域       | 名古屋市立汐路小学校 | 名古屋市立汐路中学校 | 尾張学区 |
| 汐路町2丁目 | 全域       | 名古屋市立汐路小学校 | 名古屋市立汐路中学校 | 尾張学区 |
| 汐路町3丁目 | 全域       | 名古屋市立汐路小学校 | 名古屋市立汐路中学校 | 尾張学区 |
| 汐路町4丁目 | 全域       | 名古屋市立豊岡小学校 | 名古屋市立萩山中学校 | 尾張学区 |
| 汐路町5丁目 | 全域       | 名古屋市立豊岡小学校 | 名古屋市立萩山中学校 | 尾張学区 |

## 施設
- 名古屋葵大学[7]北緯35度7分54.6秒 東経136度56分17.6秒 / 北緯35.131833度 東経136.938222度
- 名古屋葵大学中学校・高等学校[7]北緯35度7分44.3秒 東経136度56分25.6秒 / 北緯35.128972度 東経136.940444度
- 名古屋生活技術専門学校[7]（廃校）
- 享栄高等学校[7]北緯35度8分11.4秒 東経136度56分16.1秒 / 北緯35.136500度 東経136.937806度
- 真宗大谷派法竜寺[7]北緯35度7分47.8秒 東経136度56分24.3秒 / 北緯35.129944度 東経136.940083度

## 史蹟
- 松並木

2・3丁目付近の塩付街道沿いに残され、かつての街道の様子を伝えるという。

## その他

### 日本郵便
- 郵便番号 : 467-0003[4]（集配局：瑞穂郵便局[21]）。